# امامزاده صیدآباد
امامزاده صیدآباد مربوط به اواخر دوره ایلخانی و اوایل دوره صفوی است و در شهرستان دامغان، بخش امیرآباد، دهستان صر صر، روستای صید آباد واقع شده و این اثر در تاریخ ۶ اسفند ۱۳۸۵ با شمارهٔ ثبت ۱۷۵۸۵ به‌عنوان یکی از آثار ملی ایران به ثبت رسیده است.